# David Buffett
 David Ernest Buffett (ur. 17 października 1942 w Sydney) – australijski polityk, szef ministrów (premier) wyspy Norfolk od 2 czerwca 2006 do 28 marca 2007 (zastępując na tym stanowisku Geoffreya Roberta Gardnera) i ponownie od 2010. W przeszłości był szefem rządu wyspy już dwukrotnie. Pierwszy raz w latach 1979-1986, a drugi w latach 1989-1992.
W wyborach generalnych 21 marca 2007 stracił swój mandat w Zgromadzeniu Legislacyjnym (parlamencie). W głosowaniu zdobył 355 głosów poparcia, zajmując 11. miejsce w kolejności, podczas gdy parlament terytorium liczy 9 miejsc.